# Grand Prix Singapuru 2018
Grand Prix Singapuru 2018, oficjalnie Formula 1 2018 Singapore Airlines Singapore Grand Prix – piętnasta eliminacja Mistrzostw Świata Formuły 1 w sezonie 2018. Grand Prix odbyło się w dniach 14–16 września 2018 roku na torze Marina Bay Street Circuit w Singapurze.

## Lista startowa
Źródło: Wyprzedź Mnie!
| Nr | Kierowca          | Zespół                           | Samochód                      | Silnik            | Opony |
| -- | ----------------- | -------------------------------- | ----------------------------- | ----------------- | ----- |
| 2  | Stoffel Vandoorne | McLaren F1 Team                  | McLaren MCL33                 | Renault 1.6T V6   | P     |
| 3  | Daniel Ricciardo  | Aston Martin Red Bull Racing     | Red Bull RB14                 | TAG Heuer 1.6T V6 | P     |
| 5  | Sebastian Vettel  | Scuderia Ferrari                 | Ferrari SF71H                 | Ferrari 1.6T V6   | P     |
| 7  | Kimi Räikkönen    | Scuderia Ferrari                 | Ferrari SF71H                 | Ferrari 1.6T V6   | P     |
| 8  | Romain Grosjean   | Haas F1 Team                     | Haas VF-18                    | Ferrari 1.6T V6   | P     |
| 9  | Marcus Ericsson   | Alfa Romeo Sauber F1 Team        | Sauber C37                    | Ferrari 1.6T V6   | P     |
| 10 | Pierre Gasly      | Red Bull Toro Rosso Honda        | Toro Rosso STR13              | Honda 1.6T V6     | P     |
| 11 | Sergio Pérez      | Racing Point Force India F1 Team | Force India VJM11             | Mercedes 1.6T V6  | P     |
| 14 | Fernando Alonso   | McLaren F1 Team                  | McLaren MCL33                 | Renault 1.6T V6   | P     |
| 16 | Charles Leclerc   | Alfa Romeo Sauber F1 Team        | Sauber C37                    | Ferrari 1.6T V6   | P     |
| 18 | Lance Stroll      | Williams Martini Racing          | Williams FW41                 | Mercedes 1.6T V6  | P     |
| 20 | Kevin Magnussen   | Haas F1 Team                     | Haas VF-18                    | Ferrari 1.6T V6   | P     |
| 27 | Nico Hülkenberg   | Renault Sport Formula One Team   | Renault R.S.18                | Renault 1.6T V6   | P     |
| 28 | Brendon Hartley   | Red Bull Toro Rosso Honda        | Toro Rosso STR13              | Honda 1.6T V6     | P     |
| 31 | Esteban Ocon      | Racing Point Force India F1 Team | Force India VJM11             | Mercedes 1.6T V6  | P     |
| 33 | Max Verstappen    | Aston Martin Red Bull Racing     | Red Bull RB14                 | TAG Heuer 1.6T V6 | P     |
| 35 | Siergiej Sirotkin | Williams Martini Racing          | Williams FW41                 | Mercedes 1.6T V6  | P     |
| 44 | Lewis Hamilton    | Mercedes AMG Petronas Motorsport | Mercedes AMG F1 W09 EQ Power+ | Mercedes 1.6T V6  | P     |
| 55 | Carlos Sainz Jr.  | Renault Sport Formula One Team   | Renault R.S.18                | Renault 1.6T V6   | P     |
| 77 | Valtteri Bottas   | Mercedes AMG Petronas Motorsport | Mercedes AMG F1 W09 EQ Power+ | Mercedes 1.6T V6  | P     |
| Nr | Kierowca          | Zespół                           | Samochód                      | Silnik            | Opony |

## Wyniki

### Sesje treningowe
Źródło: Wyprzedź Mnie!
| Sesja | Nr | Kierowca         | Konstruktor | Czas     | Okr. |
| ----- | -- | ---------------- | ----------- | -------- | ---- |
| 1     | 3  | Daniel Ricciardo | Red Bull    | 1:39,711 | 27   |
| 2     | 7  | Kimi Räikkönen   | Ferrari     | 1:38,699 | 35   |
| 3     | 5  | Sebastian Vettel | Ferrari     | 1:38,054 | 19   |

### Kwalifikacje
Źródło: Wyprzedź Mnie!
| Poz. | Nr | Kierowca          | Konstruktor | Q1       | Q2       | Q3       | Poz. s. |
| --- | --- | ----------------- | ----------- | -------- | -------- | -------- | ------- |
| 1 | 44 | Lewis Hamilton    | Mercedes    | 1:39,403 | 1:37,344 | 1:36,015 | 1       |
| 2 | 33 | Max Verstappen    | Red Bull    | 1:38,751 | 1:37,214 | 1:36,334 | 2       |
| 3 | 5 | Sebastian Vettel  | Ferrari     | 1:38,218 | 1:37,876 | 1:36,628 | 3       |
| 4 | 77 | Valtteri Bottas   | Mercedes    | 1:39,291 | 1:37,254 | 1:36,702 | 4       |
| 5 | 7 | Kimi Räikkönen    | Ferrari     | 1:38,534 | 1:37,194 | 1:36,764 | 5       |
| 6 | 3 | Daniel Ricciardo  | Red Bull    | 1:38,153 | 1:37,406 | 1:36,996 | 6       |
| 7 | 11 | Sergio Pérez      | Force India | 1:38,814 | 1:38,342 | 1:37,985 | 7       |
| 8 | 8 | Romain Grosjean   | Haas        | 1:38,685 | 1:38,367 | 1:38,320 | 8       |
| 9 | 31 | Esteban Ocon      | Force India | 1:38,912 | 1:38,534 | 1:38,365 | 9       |
| 10 | 27 | Nico Hülkenberg   | Renault     | 1:38,932 | 1:38,450 | 1:38,588 | 10      |
| 11 | 14 | Fernando Alonso   | McLaren     | 1:39,022 | 1:38,641 |          | 11      |
| 12 | 55 | Carlos Sainz Jr.  | Renault     | 1:39,103 | 1:38,716 |          | 12      |
| 13 | 16 | Charles Leclerc   | Sauber      | 1:39,206 | 1:38,747 |          | 13      |
| 14 | 9 | Marcus Ericsson   | Sauber      | 1:39,366 | 1:39,453 |          | 14      |
| 15 | 10 | Pierre Gasly      | Toro Rosso  | 1:39,614 | 1:39,691 |          | 15      |
| 16 | 20 | Kevin Magnussen   | Haas        | 1:39,644 |          |          | 16      |
| 17 | 28 | Brendon Hartley   | Toro Rosso  | 1:39,809 |          |          | 17      |
| 18 | 2 | Stoffel Vandoorne | McLaren     | 1:39,864 |          |          | 18      |
| 19 | 35 | Siergiej Sirotkin | Williams    | 1:41,263 |          |          | 19      |
| 20 | 18 | Lance Stroll      | Williams    | 1:41,334 |          |          | 20      |
| Poz. | Nr | Kierowca          | Konstruktor | Q1       | Q2       | Q3       | Poz. s. |
| \| Legenda \| Legenda \| \| ------------------------ \| ---------------------------------------------------------------------------------------------------------------------------------------------------------------------------------------------------------------------------------------------------------------- \| \| Poz. Nr Q1 Q2 Q3 Poz. s. \| Pozycja zajęta w sesji kwalifikacyjnej Numer startowy kierowcy Wynik uzyskany w pierwszej części kwalifikacji Wynik uzyskany w drugiej części kwalifikacji Wynik uzyskany w trzeciej części kwalifikacji Pozycja startowa po uwzględnięniu kar, przesunięć, itp. \| | |                   |             |          |          |          |         |
| Legenda | |                   |             |          |          |          |         |
| Poz. Nr Q1 Q2 Q3 Poz. s. | Pozycja zajęta w sesji kwalifikacyjnej Numer startowy kierowcy Wynik uzyskany w pierwszej części kwalifikacji Wynik uzyskany w drugiej części kwalifikacji Wynik uzyskany w trzeciej części kwalifikacji Pozycja startowa po uwzględnięniu kar, przesunięć, itp. |                   |             |          |          |          |         |

### Wyścig
Źródło: Wyprzedź Mnie!
| P                 | + / –     | Nr | Kierowca          | Konstruktor | Okr. | Czas / Strata | Komentarz         |
| ----------------- | --------- | -- | ----------------- | ----------- | ---- | ------------- | ----------------- |
| 1                 | Bez zmian | 44 | Lewis Hamilton    | Mercedes    | 61   | 1h51m11,611   |                   |
| 2                 | Bez zmian | 33 | Max Verstappen    | Red Bull    | 61   | +0:08,961     |                   |
| 3                 | Bez zmian | 5  | Sebastian Vettel  | Ferrari     | 61   | +0:39,945     |                   |
| 4                 | Bez zmian | 77 | Valtteri Bottas   | Mercedes    | 61   | +0:51,930     |                   |
| 5                 | Bez zmian | 7  | Kimi Räikkönen    | Ferrari     | 61   | +0:53,001     |                   |
| 6                 | Bez zmian | 3  | Daniel Ricciardo  | Red Bull    | 61   | +0:53,982     |                   |
| 7                 | 4         | 14 | Fernando Alonso   | McLaren     | 61   | +1:43,011     |                   |
| 8                 | 4         | 55 | Carlos Sainz Jr.  | Renault     | 60   | +1 okr.       |                   |
| 9                 | 4         | 16 | Charles Leclerc   | Sauber      | 60   | +1 okr.       |                   |
| 10                | Bez zmian | 27 | Nico Hülkenberg   | Renault     | 60   | +1 okr.       |                   |
| 11                | 3         | 9  | Marcus Ericsson   | Sauber      | 60   | +1 okr.       |                   |
| 12                | 6         | 2  | Stoffel Vandoorne | McLaren     | 60   | +1 okr.       |                   |
| 13                | 5         | 10 | Pierre Gasly      | Toro Rosso  | 60   | +1 okr.       |                   |
| 14                | 6         | 18 | Lance Stroll      | Williams    | 60   | +1 okr.       |                   |
| 15                | 7         | 8  | Romain Grosjean   | Haas        | 60   | +1 okr.       | [ a ]             |
| 16                | 9         | 11 | Sergio Pérez      | Force India | 60   | +1 okr.       |                   |
| 17                | Bez zmian | 28 | Brendon Hartley   | Toro Rosso  | 60   | +1 okr.       |                   |
| 18                | 2         | 20 | Kevin Magnussen   | Haas        | 59   | +2 okr.       |                   |
| 19                | Bez zmian | 35 | Siergiej Sirotkin | Williams    | 59   | +2 okr.       |                   |
| Niesklasyfikowani |           |    |                   |             |      |               |                   |
|                   |           | 31 | Esteban Ocon      | Force India | 0    | +61 okr.      | kolizja z Pérezem |
| P                 | + / –     | Nr | Kierowca          | Konstruktor | Okr. | Czas / Strata | Komentarz         |

Uwagi
1. ↑  Romain Grosjean został ukarany 5-sekundową karą czasową za ignorowanie niebieskich flag.

### Najszybsze okrążenie
Źródło: Wyprzedź Mnie!
| Nr | Kierowca        | Konstruktor | Czas     | Okr. |
| -- | --------------- | ----------- | -------- | ---- |
| 20 | Kevin Magnussen | Haas        | 1:41,905 | 50   |

### Prowadzenie w wyścigu
| Nr                              | Kierowca         | Konstruktor | Okrążenia   | Suma |
| ------------------------------- | ---------------- | ----------- | ----------- | ---- |
| 44                              | Lewis Hamilton   | Mercedes    | 1-14, 27-61 | 49   |
| 33                              | Max Verstappen   | Red Bull    | 15-17       | 3    |
| 7                               | Kimi Räikkönen   | Ferrari     | 18-21       | 4    |
| 3                               | Daniel Ricciardo | Red Bull    | 22-26       | 5    |
| \| Wykres \| \| ------ \| \| \| |                  |             |             |      |
| Źródło: racing-reference.info   |                  |             |             |      |
| Wykres                          |                  |             |             |      |
|                                 |                  |             |             |      |

## Klasyfikacja po wyścigu

### Kierowcy
| P  | +/− | Kierowca          | Starty | Punkty | P1 | P2 | P3 | PP | NO | NS |
| -- | --- | ----------------- | ------ | ------ | -- | -- | -- | -- | -- | -- |
| 1  | 0   | Lewis Hamilton    | 15     | 281    | 7  | 3  | 2  | 7  | 2  | 1  |
| 2  | 0   | Sebastian Vettel  | 15     | 241    | 5  | 2  | 2  | 5  | 1  | 1  |
| 3  | 0   | Kimi Räikkönen    | 15     | 174    | –  | 3  | 6  | 1  | 1  | 3  |
| 4  | 0   | Valtteri Bottas   | 15     | 171    | –  | 5  | 1  | 1  | 4  | 1  |
| 5  | 0   | Max Verstappen    | 15     | 148    | 1  | 2  | 3  | –  | 2  | 3  |
| 6  | 0   | Daniel Ricciardo  | 15     | 126    | 2  | –  | –  | 1  | 4  | 6  |
| 7  | 0   | Nico Hülkenberg   | 15     | 53     | –  | –  | –  | –  | –  | 4  |
| 8  | +3  | Fernando Alonso   | 15     | 50     | –  | –  | –  | –  | –  | 4  |
| 9  | −1  | Kevin Magnussen   | 15     | 49     | –  | –  | –  | –  | 1  | 1  |
| 10 | −1  | Sergio Pérez      | 15     | 46     | –  | –  | 1  | –  | –  | 1  |
| 11 | −1  | Esteban Ocon      | 15     | 45     | –  | –  | –  | –  | –  | 4  |
| 12 | 0   | Carlos Sainz Jr.  | 15     | 38     | –  | –  | –  | –  | –  | 1  |
| 13 | 0   | Pierre Gasly      | 15     | 28     | –  | –  | –  | –  | –  | 3  |
| 14 | 0   | Romain Grosjean   | 15     | 27     | –  | –  | –  | –  | –  | 5  |
| 15 | 0   | Charles Leclerc   | 15     | 15     | –  | –  | –  | –  | –  | 3  |
| 16 | 0   | Stoffel Vandoorne | 15     | 8      | –  | –  | –  | –  | –  | 2  |
| 17 | 0   | Lance Stroll      | 15     | 6      | –  | –  | –  | –  | –  | 2  |
| 18 | 0   | Marcus Ericsson   | 15     | 6      | –  | –  | –  | –  | –  | 2  |
| 19 | 0   | Brendon Hartley   | 15     | 2      | –  | –  | –  | –  | –  | 4  |
| 20 | 0   | Siergiej Sirotkin | 15     | 1      | –  | –  | –  | –  | –  | 3  |
| P  | +/− | Kierowca          | Starty | Punkty | P1 | P2 | P3 | PP | NO | NS |

### Konstruktorzy
| P  | +/− | Konstruktor               | Starty | Punkty   | P1 | P2 | P3 | PP | NO | NS |
| -- | --- | ------------------------- | ------ | -------- | -- | -- | -- | -- | -- | -- |
| 1  | 0   | Mercedes                  | 30     | 452      | 7  | 8  | 3  | 8  | 6  | 2  |
| 2  | 0   | Ferrari                   | 30     | 415      | 5  | 5  | 8  | 6  | 2  | 4  |
| 3  | 0   | Red Bull Racing-TAG Heuer | 30     | 274      | 3  | 2  | 3  | 1  | 6  | 9  |
| 4  | 0   | Renault                   | 30     | 91       | –  | –  | –  | –  | –  | 5  |
| 5  | 0   | Haas-Ferrari              | 30     | 76       | –  | –  | –  | –  | 1  | 6  |
| 6  | 0   | McLaren-Renault           | 30     | 58       | –  | –  | –  | –  | –  | 6  |
| 7  | 0   | Force India-Mercedes      | 30     | 32 (59†) | –  | –  | 1  | –  | –  | 5  |
| 8  | 0   | Scuderia Toro Rosso-Honda | 30     | 30       | –  | –  | –  | –  | –  | 7  |
| 9  | 0   | Sauber-Ferrari            | 30     | 21       | –  | –  | –  | –  | –  | 5  |
| 10 | 0   | Williams-Mercedes         | 30     | 7        | –  | –  | –  | –  | –  | 5  |
| P  | +/− | Konstruktor               | Starty | Punkty   | P1 | P2 | P3 | PP | NO | NS |

† – Przed Grand Prix Belgii ze względu na anulowanie dotychczasowego zgłoszenia i startowanie z nowym, zespół stracił punkty w klasyfikacji konstruktorów.